# Trump Doonbeg
Trump Doonbeg, eller Trump International Golf Links and Hotel Ireland, är en fastighet vid viken Doughmore Bay i Doonbeg i Irland som sedan februari 2014 ägs av Donald Trump, köpt för 15 miljoner dollar.
Trump Organization bedriver hotell, spa och golfklubb i byggnaden. På fastigheten finns även flera golfbanor.